# Fête des vendanges

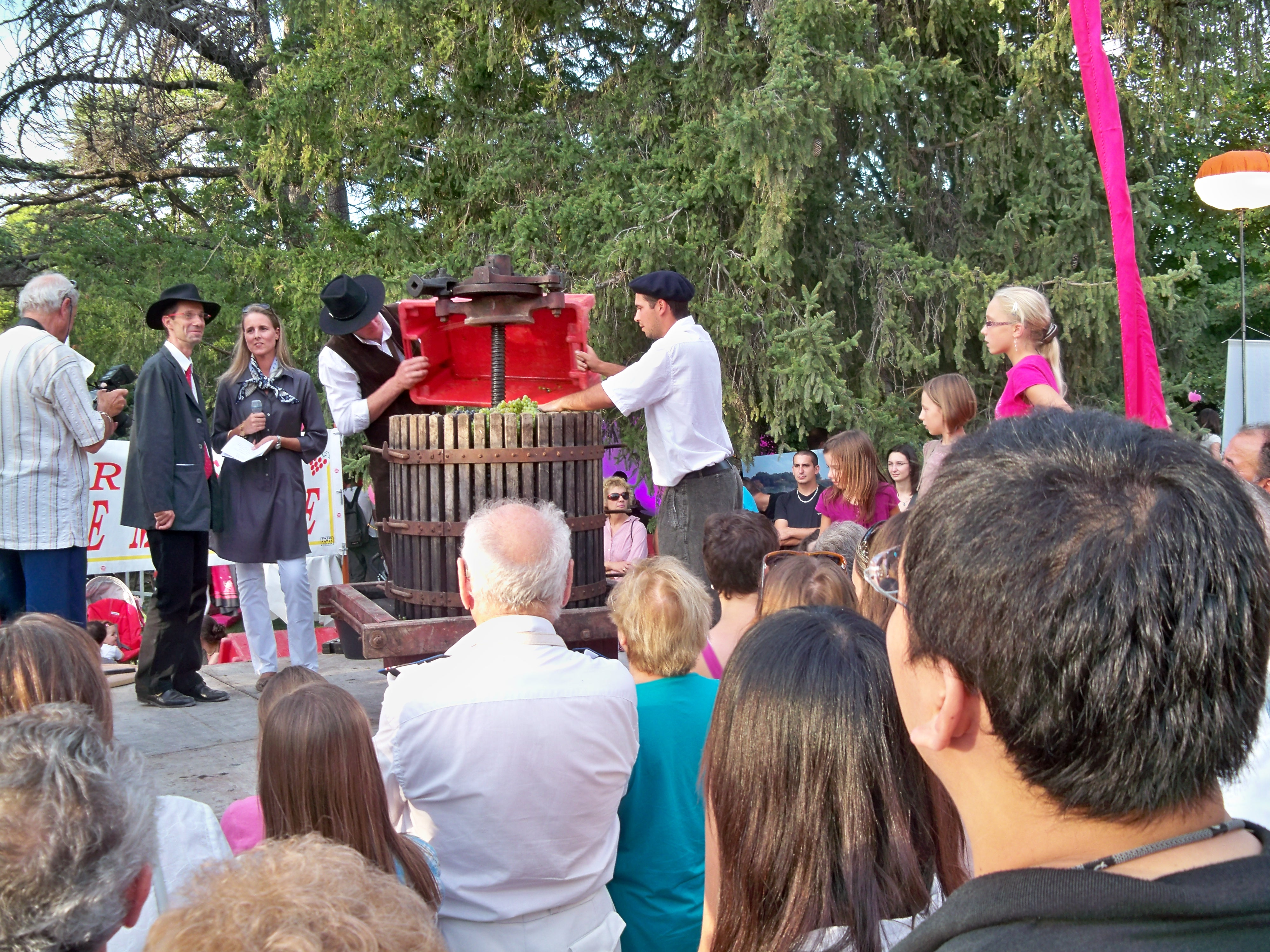
Ban des vendanges à Avignon (2010).

La fête des vendanges est une fête ayant lieu au ban des vendanges, organisées dans certaines localités ou régions viticoles.

## Historique

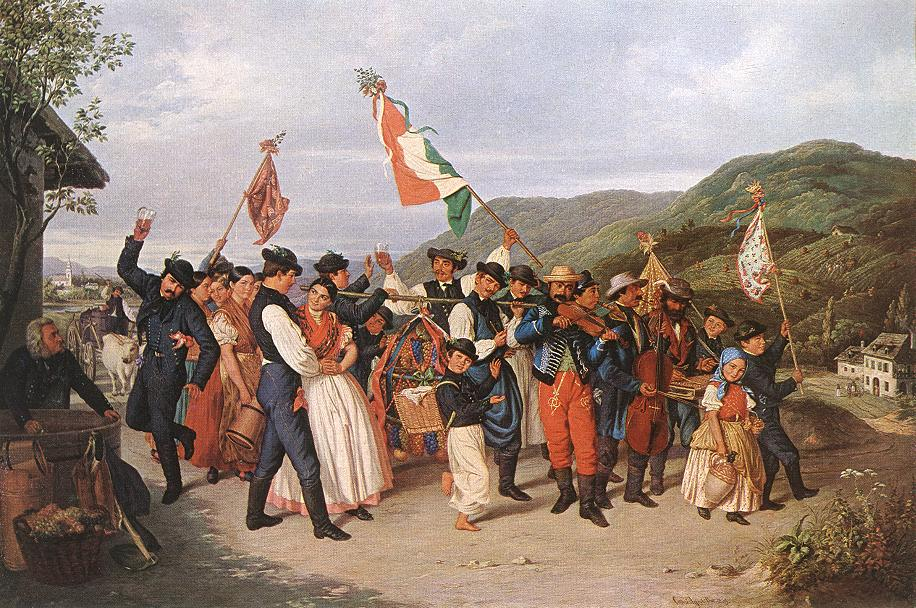
Fête des vendanges en Hongrie (peinture réalisée en 1859 par Canzi Ágost Elek).

Durant la Rome Antique, les Vinalia (Vinalia priora et Vinalia rustica), étaient deux fêtes des vendanges en l'honneur des dieux Jupiter et Vénus.

## Approche sociologique
Les fêtes des vendanges sont organisées à la « levée du ban des vendanges », acte administratif qui autorise, en France, les vignerons et les vendangeurs habilités, à cueillir les grappes. Généralement organisées à des dates différées, ces professionnels fêtent la collecte autour d’un verre, en perpétuant les traditions locales.

## Fêtes des vendanges dans le monde

### En Allemagne
La fête des vendanges de Neustadt an der Weinstrasse en Rhénanie-Palatinat est organisée dans une des plus grandes régions viticoles de l'Allemagne.

### En Argentine

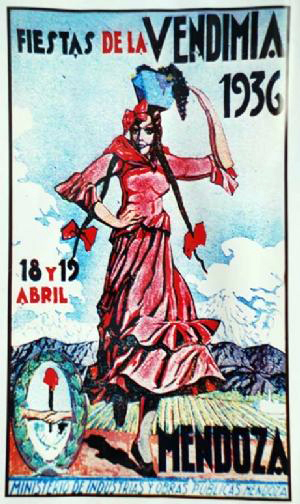
Première affiche promotionnelle de la « Fiesta de la Vendimia » de Mendoza en 1936.

La fiesta de la vendimia de Mendoza (province de Mendoza) reste une des plus notoires. La ville étant située dans l'hémisphère sud, cette fête est organisée à la fin de l'été durant le mois de février et non durant les mois d'août ou de septembre comme dans l'hémisphère nord.

### Au Chili
La fiesta de la vendimia de Santa Cruz de la province de Colchagua (Région O'Higgins).

### En Espagne
De nombreuses fêtes locales se déroulent en Espagne, à l'occasion des vendages, donc notamment :
- La fête des vendanges de Jerez de la Frontera dans la province de Cadix (Andalousie)[4].
- La fête des vendanges de La Rioja à Logroño[5].

### Aux États-Unis
Les États-Unis comptent de nombreuses régions viticoles. Celles-ci organisent, généralement entre août à octobre, divers festivals afin de célébrer la saison de la cueillette du raisin, tels que le « Sonoma County Harvest Fair » (Californie), les « Harvest Wine Weekend » de Paso Robles (dans le même état) et de Las Cruces (Nouveau Mexique), le « Virginia Wine and Garlic Festival » à Amherst (Virginie), le « Hunt Country Harvest Festival », à Branchport, (État de New York).

### En France

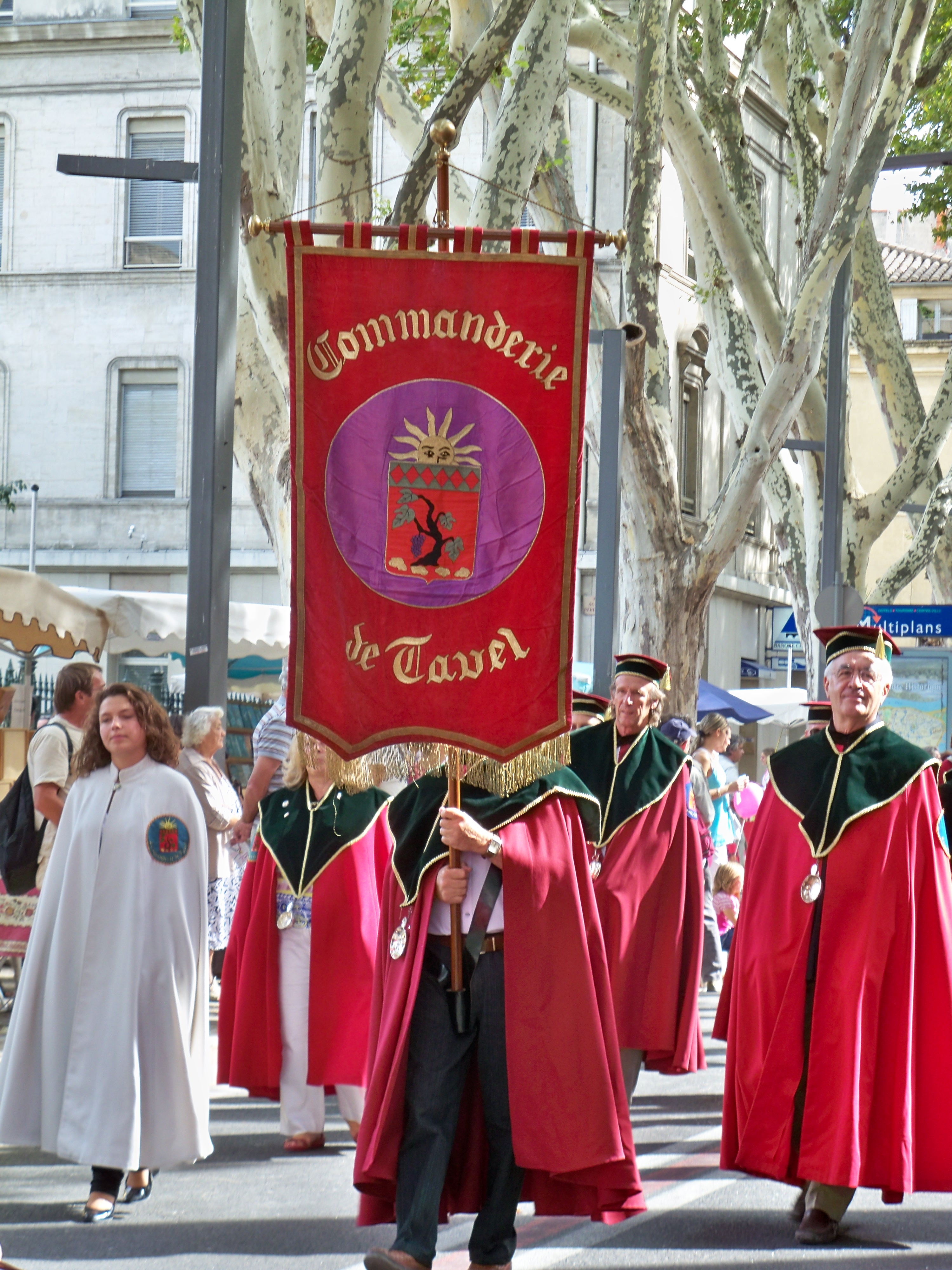
Défilé des confréries bachiques à Avignon (2010).

Pays ayant une tradition viticole ancienne, de nombreuses fêtes des vendanges sont organisées en France, dont Banyuls-sur-Mer, Gruissan, en Occitanie, à Biot en PACA ou encore à Bellefond, en Bourgogne-Franche-Comté. Les plus célèbres de ces célébrations (pour leur ancienneté et leur notoriété) sont :
- La fête des vendanges de 1909 à Bordeaux (Nouvelle-Aquitaine).
- La fête des vendanges de Montmartre à Paris (Île-de-France).

### En Italie
Dans la région du Chianti, connue mondialement par son vin, la fête de la cueillette du raisin (« Festa dell’Uva ») de Vagliagli, province de Sienne (Toscane) s'organise généralement au mois de septembre.

### Au Mexique
Les célébrations de la fête des vendanges sont généralement organisées dans ce pays tropical entre le 14 juillet et le 15 septembre selon les différentes régions, très souvent en même temps que d'autres fêtes populaires.

### En Serbie
La fête des vendanges de Vrsac dans le Banat serbe ( Voïvodine) est organisée par la Confrérie de Saint Théodore des Vins de Banat.

### En Suisse

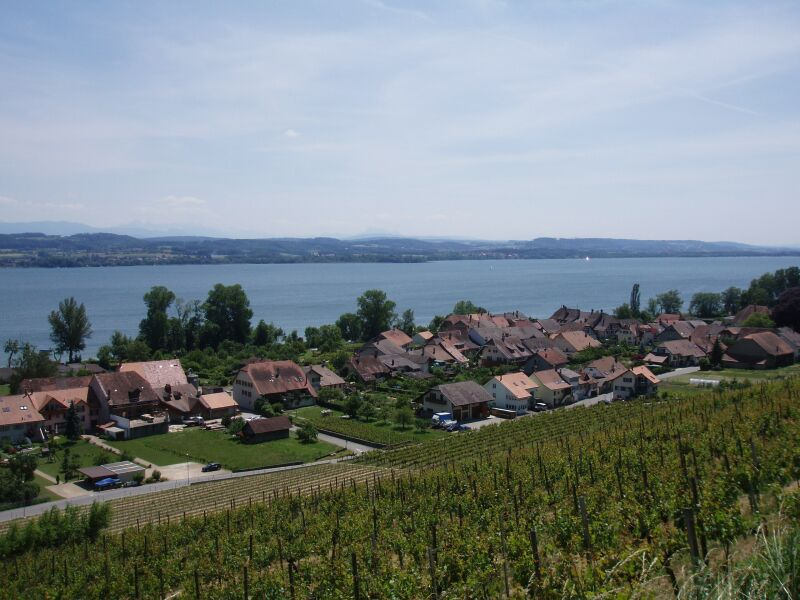
Vignoble de Vully (Suisse)

Deux fêtes sont notables sont organisées en Romandie :
- La fête des vendanges de Neuchâtel (canton de Neuchâtel).
- La fête des vendanges du Vully (canton de Fribourg).